# Opel Trixx
Opel Trixx (stilizat ca TRIXX) este un concept de mașină de oraș creat de producătorul german de automobile Opel. A fost prezentat la Salonul Auto de la Geneva din 2004.

## Prezentare
Conceptul a fost prezentat de Carl-Peter Forster⁠(d), CEO Opel, studiourilor de design Opel și Saab, și a fost condus de Martin Smith⁠(d), director executiv de design, și Stefan Arndt, designer șef. Mașina a fost construită la Carrozzeria Coggiola din Italia. Acest concept a influențat viitoarele modele de mașini mici pentru Opel, cum ar fi Opel Agila 2007.
Mașina cu o lungime de trei metri are o dispunere asimetrică a ușilor, cu uși glisante și o trapă de acoperiș glisantă pentru încărcături mari. Un suport pentru biciclete este ascuns în bara de protecție spate detașabilă. Trixx este propulsat de un motor diesel de 1,3 litri cu injecție directă common rail. Acesta îi conferă mașinii o viteză maximă declarată de 112,6 km/h (70 mph). Modelul Trixx a fost dotat cu configurația Flex 3. Acesta oferă locuri pentru trei adulți și un copil pe un scaun rabatabil, sau un format cu un singur loc, cu o zonă de bagaje mare, de 1.010 litri. Scaunul pasagerului din spate este gonflabil pentru a economisi spațiu atunci când nu este utilizat; acesta este umflat prin tragerea în sus a tetierei.
S-a anticipat că în 2009 va urma un concept car electric bazat pe Ampera și Trixx, dar acest lucru nu s-a întâmplat.